# Nauru aux Jeux olympiques d'été de 2000
Nauru a participé aux Jeux olympiques d'été de 2000 à Sydney ; il s'agissait de sa deuxième participation à des Jeux olympiques d'été. 

## Athlètes
Les sportifs portant les couleurs de Nauru lors de cette édition des Jeux olympiques d'été était l'haltérophile masculin Marcus Stephen, l'haltérophile féminin Sheeva Peo et l'athlète masculin Cherico Detenamo. Aucun de ces athlètes n'a remporté de médaille.
Marcus Stephen a été le porte-drapeau de la délégation nauruane au cours des cérémonies d'ouverture et de clôture de ces Jeux olympiques et il a porté la flamme olympique à Nauru lors de son passage sur l'île.

## Résultat
Haltérophilie
| Athlète        | Catégorie | Arrachée | Arrachée | Épaulé-jeté | Épaulé-jeté | Total  | Rang | Médaille |
| Athlète        | Catégorie | Résultat | Rang     | Résultat    | Rang        | Total  | Rang | Médaille |
| -------------- | --------- | -------- | -------- | ----------- | ----------- | ------ | ---- | -------- |
| Marcus Stephen | -62 kg ♂  | 122,5 kg | 13e      | 162,5 kg    | 9e          | 285 kg | 11e  | ∅        |
| Sheeva Peo     | +75 kg ♀  | 97,5 kg  | 10e      | 122,5 kg    | 10e         | 220 kg | 10e  | ∅        |

 Athlétisme
| Athlète          | Épreuve | Performance | Rang | Médaille |
| ---------------- | ------- | ----------- | ---- | -------- |
| Cherico Detenamo | 100 m ♂ | disqualifié | ∅    | ∅        |

### Sources
- (en) LA84 Foundation - Brochure des résultats officiels en haltérophilie aux Jeux olympiques d'été de 2000 à Sydney
- (en) LA84 Foundation - Brochure des résultats officiels en athlétisme aux Jeux olympiques d'été de 2000 à Sydney